# Poésie graphique
Ne doit pas être confondu avec Poésie visuelle.
 (juin 2020).
La poésie graphique — expression souvent employée en lieu et place de « poésie visuelle » — peut être considérée comme le premier stade de cette dernière. Il serait d'ailleurs plus juste d'appeler cette pratique, pratiquée pour la première fois par Stéphane Mallarmé en 1897, qui utilise également l'espace de la page, « poésie typographique ». Jérôme Peignot lui a donné le nom de « typoésie », mot-valise contractant « poésie » et « typographie ».
Elle demande idéologiquement à être séparée de ce qui est habituellement nommé « poésie visuelle ».
Cette forme de poésie commence avec Un coup de dés jamais n'abolira le hasard, de Stéphane Mallarmé, se développe notamment avec les affiches du mouvement dada (Raoul Hausmann, Georges Ribemont-Dessaignes, Hugo Bal , etc.), d'Alexandre Rodtchenko et de Vladimir Maïakovski (futurisme russe), et se poursuit avec le lettrisme d'Isidore Isou et l'utilisation iconique-sémiotique de l'alphabet, des nombres et des signes de ponctuation par Joan Brossa.